# Tibi et Igni (album)
Tibi et Igni – dziesiąty album studyjny polskiego zespołu deathmetalowego Vader. Wydawnictwo ukazało się 30 maja 2014 roku w Europie, 2 czerwca we Francji, Wielkiej Brytanii i Polsce, 4 czerwca w Japonii oraz 10 czerwca w Stanach Zjednoczonych. Nagrania trafiły do sprzedaży nakładem wytwórni muzycznych Nuclear Blast i Avalon/Marquee Inc. Wcześniej, 18 kwietnia tego samego roku do sprzedaży trafił minialbum zatytułowany Go to Hell, na którym znalazły się dwa utwory pochodzące z Tibi et Igni. Równolegle ukazał się także, w formie digital download singel pt. "Where Angels Weep". W ramach promocji do utworu zostało zrealizowane tzw. "lyric video".
Płyta została zarejestrowana pomiędzy grudniem 2013 a lutym 2014 roku w białostockim Hertz Studio we współpracy z producentami muzycznymi Wojciechem i Sławomirem Wiesławskimi. Był to pierwszy album zespołu nagrany z brytyjskim perkusistą Jamesem Stewartem. Okładkę i oprawę graficzną albumu przygotował Joe Petagno, znany przede wszystkim ze współpracy z brytyjskim zespołem Motörhead.

## Lista utworów
Opracowano na podstawie materiału źródłowego.
Płyta kompaktowa
| Edycja podstawowa | Edycja podstawowa      | Edycja podstawowa |
| Nr                | Tytuł utworu           | Długość           |
| ----------------- | ---------------------- | ----------------- |
| 1.                | „Go To Hell”           | 4:36              |
| 2.                | „Where Angels Weep”    | 2:18              |
| 3.                | „Armada On Fire”       | 3:50              |
| 4.                | „Triumph Of Death”     | 3:45              |
| 5.                | „Hexenkessel”          | 5:28              |
| 6.                | „Abandon All Hope”     | 2:23              |
| 7.                | „Worms Of Eden”        | 3:34              |
| 8.                | „The Eye Of The Abyss” | 6:45              |
| 9.                | „Light Reaper”         | 4:28              |
| 10.               | „The End”              | 4:55              |
|                   |                        | 42:02             |

| Edycja rozszerzona | Edycja rozszerzona                        | Edycja rozszerzona |
| Nr                 | Tytuł utworu                              | Długość            |
| ------------------ | ----------------------------------------- | ------------------ |
| 1.                 | „Go To Hell”                              | 4:36               |
| 2.                 | „Where Angels Weep”                       | 2:18               |
| 3.                 | „Armada On Fire”                          | 3:50               |
| 4.                 | „Triumph Of Death”                        | 3:45               |
| 5.                 | „Hexenkessel”                             | 5:28               |
| 6.                 | „Abandon All Hope”                        | 2:23               |
| 7.                 | „Worms Of Eden”                           | 3:34               |
| 8.                 | „The Eye Of The Abyss”                    | 6:45               |
| 9.                 | „Light Reaper”                            | 4:28               |
| 10.                | „The End”                                 | 4:55               |
| 11.                | „Necropolis”                              | 4:15               |
| 12.                | „Des Satans Neue Kleider” (cover Das Ich) | 4:44               |
|                    |                                           | 51:01              |

Płyta gramofonowa
| Strona A | Strona A            | Strona A |
| Nr       | Tytuł utworu        | Długość  |
| -------- | ------------------- | -------- |
| 1.       | „Go To Hell”        | 4:36     |
| 2.       | „Where Angels Weep” | 2:18     |
| 3.       | „Armada On Fire”    | 3:50     |
| 4.       | „Triumph Of Death”  | 3:45     |
| 5.       | „Hexenkessel”       | 5:28     |
|          |                     | 19:57    |

| Strona B | Strona B               | Strona B |
| Nr       | Tytuł utworu           | Długość  |
| -------- | ---------------------- | -------- |
| 1.       | „Abandon All Hope”     | 2:23     |
| 2.       | „Worms Of Eden”        | 3:34     |
| 3.       | „The Eye Of The Abyss” | 6:45     |
| 4.       | „Light Reaper”         | 4:28     |
| 5.       | „The End”              | 4:55     |
|          |                        | 22:05    |

| Bonus 7" EP | Bonus 7" EP                             | Bonus 7" EP |
| Nr          | Tytuł utworu                            | Długość     |
| ----------- | --------------------------------------- | ----------- |
| 1.          | „Necropolis”                            | 4:15        |
| 2.          | „Przeklęty na wieki (Cursed Eternally)” | 6:36        |
|             |                                         | 10:51       |

Single
| Where Angels Weep | Where Angels Weep                  | Where Angels Weep           | Where Angels Weep | Where Angels Weep |
| Nr                | Tytuł utworu                       | Słowa                       | Muzyka            | Długość           |
| ----------------- | ---------------------------------- | --------------------------- | ----------------- | ----------------- |
| 1.                | „Where Angels Weep (Demo Version)” | Harry Maat, Piotr Wiwczarek | Piotr Wiwczarek   | 2:18              |

## Twórcy
Opracowano na podstawie materiału źródłowego.
| Zespół Vader w składzie - Piotr "Peter" Wiwczarek – wokal prowadzący, gitara rytmiczna, gitara prowadząca, słowa - Marek "Spider" Pająk – gitara rytmiczna, gitara prowadząca - Tomasz "Hal" Halicki – gitara basowa - James Stewart – perkusja Dodatkowi muzycy - Krzysztof "Siegmar" Oloś – gościnnie instrumenty klawiszowe - Marta Gabriel – gościnnie wokal prowadzący ("Przeklęty na wieki (Cursed Eternally)") |  | Produkcja - Wojciech i Sławomir Wiesławscy – inżynieria, miksowanie, mastering, produkcja muzyczna - Piotr Polak – asystent inżyniera dźwięku - Joe Petagno – okładka, oprawa graficzna - Mariusz Kmiołek – management - Harry Maat – słowa - Adam Sieklicki, Robert Zembrzycki, Stefano Catalani – zdjęcia |

Notatki
1. ↑  Niewymieniony na płycie

## Listy sprzedaży
| Lista                | Kraj              | Pozycja |
| -------------------- | ----------------- | ------- |
| OLiS                 | Polska            | 16      |
| Media Control Charts | Niemcy            | 55      |
| Schweizer Hitparade  | Szwajcaria        | 63      |
| SNEP                 | Francja           | 145     |
| Oricon               | Japonia           | 183     |
| Ultratop             | Belgia (Flandria) | 189     |

## Wydania
| Rok  | Nr katalogowy | Format                   | Wydawca                           | Region                   | Źródło |
| ---- | ------------- | ------------------------ | --------------------------------- | ------------------------ | ------ |
| 2014 | NB 3210-1     | LP (orange vinyl) +7" EP | Nuclear Blast                     | Stany Zjednoczone/Europa | [ 22 ] |
| 2014 | NB 3210-1     | LP (black vinyl) +7" EP  | Nuclear Blast                     | Stany Zjednoczone/Europa | [ 22 ] |
| 2014 | NB 3210-2     | CD                       | Nuclear Blast                     | Stany Zjednoczone/Europa | [ 22 ] |
| 2014 | NB 3210-0     | CD Digipack              | Nuclear Blast                     | Stany Zjednoczone/Europa | [ 22 ] |
| 2014 | NB 3215-0     | CD TourBook              | Nuclear Blast                     | Stany Zjednoczone/Europa | [ 22 ] |
| 2014 | 0727361321505 | CD Digipack              | Nuclear Blast/Warner Music Poland | Polska                   | [ 17 ] |
| 2014 | 0727361321512 | LP +7" EP                | Nuclear Blast/Warner Music Poland | Polska                   | [ 31 ] |
| 2014 | 0727361321529 | CD                       | Nuclear Blast/Warner Music Poland | Polska                   | [ 32 ] |
| 2014 | MICP 11010    | CD                       | Avalon/Marquee Inc.               | Japonia                  | [ 16 ] |